# Kangchenjunga
Kangchenjunga (nepalski: कञ्चनजङ्घा Kanchanjaŋghā, limbu: Sewalungma सेवालुन्ग्मा) je planina na granici Nepala i Indije. S 8586 m, treća najviša planina na svijetu nakon Mount Everesta i K2.
Ime nejasnog značenja najčešće se prevodi kao Pet blaga velikog snijega, aluzija na pet vrhova te planine, od kojih četiri viših od 8450 m. Na lokalnom jeziku Limbu, naziv planine je Sewalungma ("Planina kojoj nudimo pozdrav"). Kanchenjunga ili Sewalungma smatra se svetom planinom u religiji Kirata.
Tri od pet vrhova (glavni, centralni i južni) nalaze se na granici okruga Sjeverni Sikkim u Sikkimu, i okruga Taplejung u Nepalu, dok su preostala dva u potpunosti na teritoriju okruga Taplejung. Nepalski dio planine nalazi se u zaštićenom području Kanchenjunga Conservation Area Project (KCA) površine 2035 km², kojeg u suradnji s nepalskom vladom vodi World Wildlife Fund. Područje je dom crvenoj pandi i drugim planinskim životinjama, pticama i biljkama. Indijska strana Kangchenjunge također se nalazi u zaštićenom parku, Nacionalni park Khangchendzonga, koji je 2016. godine upisan na na UNESCO-ov popis mjesta svjetske baštine u Aziji jer mitološke priče povezane s velikim brojem prirodnih elemenata ove planine (špilje, rijeke, jezera, itd.) predstavljaju predmet obožavanja urođenika u Sikkimu, te su integrirani s budističkim vjerovanjima i predstavljaju osnovu sikimskog identiteta.
Premda je Kangchenjunga službeni pravopis naziva kojeg su prihvatili Douglas Freshfield, A.M. Kellas, i Kraljevsko geografsko društvo, kao najbolja naznaka tibetanskog izgovora, postoji i nekoliko alternativnih sricanja koja uključuju Kangchen Dzö-nga, Khangchendzonga, Kanchenjanga, Kachendzonga, Kanchenjunga ili Kangchanfanga. Konačnu odluku o korištenju imena Kangchenjunga donio je Sir Tashi Namgyal, maharađa ili chogyal Sikkima, koji je izjavio da "premda junga na tibetanskom nema značenja, Zod-nga (blago, pet) Kang-chen (snijeg, veliko) je trebalo ispravno prenijeti značenje." Nakon konzultacija s potpukovnikom J.L.R. Weirom (britanskim političkim agentom u Sikkimu), složio se da je najbolje zadržati naziv Kangchenjunga, te se takvo ime koristi i danas.
Do 1852., za Kangchenjungu se pretpostavljalo da je najviša planina na svijetu, ali nakon britanske Velike trigonometrijske izmjere, 1849. je zaključeno da je Mount Everest (tada poznat kao Peak XV) najviši a Kangchenjunga treća najviša planina. Prvi je puta osvojena 25. svibnja 1955. kada su se na vrh popeli članovi britanske ekspedicije Joe Brown i George Band. Ekspedicija je poštovala Sikkimsko vjerovanje da je vrh planine svet, te su se zaustavili nekoliko metara prije samog vrha. Od tada, većina uspješnih uspona poštuje tu tradiciju.

## Zemljopis
Pet vrhova Kangchenjunge
| Naziv vrha                       | visina (m) | visina (ft) |
| -------------------------------- | ---------- | ----------- |
| Kangchenjunga Main               | 8586       | 28 169      |
| Kangchenjunga West (Yalung Kang) | 8505       | 27 904      |
| Kangchenjunga Central (Middle)   | 8482       | 27 828      |
| Kangchenjunga South              | 8494       | 27 867      |
| Kangbachen                       | 7903       | 25 925      |

Golemi masiv Kangchenjunge podupiru veliki grebeni koji se pružaju približno u smjeru istok - zapad i sjever - jug, u obliku velikog slova "X". Grebeni sadrže mnoštvo vrhova između 6000 i 8000 metara. Planina Siniolchu (6888 m) nalazi se na istočnom grebenu u Sikkimu. Zapadni greben kulminira planinom Jannu (7710 m), sa svojom impozantnom sjevernom stranom. Na jugu su, jasno vidljivi iz Darjeelinga, Sjeverni Kabru (7338 m), Južni Kabru (7316 m) i Rathong peaks (6678 m). Sjeverni greben, nakon prolaska kroz manji podvrh Kangchenjunga North (7741 m), sadrži Twin peaks i Tent Peak, te se prijelazom Jongsong La (6120 m) pruža do tibetanske granice.
Kangchenjunga je poznata po svom čuvenom pogledu iz Darjeelinga. Narod Sikkima Kangchenjungu poštuje kao svetu planinu, te se na indijskoj strani rijetko izdavaju dozvole za pokušaje osvajanja vrhunca.
Radi svoje udaljene lokacije u Nepalu i teškog pristupa iz Indije, regija Kangchenjunge nije toliko istražena od strane trekera, te je uglavnom sačuvana netaknuta priroda. Također i u Sikkimu, treking je u području tek nedavno dozvoljen. Sve popularnija staza Goecha La, pruža se od istoimenog planinskog prelaza, lociranog ispred goleme jugoistočne strane Kangchenjunge. Još jedna straza za Green Lake Basin nedavno je otvorena za treking. Pruža se ka sjeveroistočnoj strani Kangchenjunge duž slavnog ledenjaka Zemu Glacier.

## Povijest uspona

### Prva istraživanja i pokušaji
- 1848./49. Joseph Dalton Hooker istražio je dijelove istočnog Nepala, ranije potpuno nepoznate Europljanima. Poduzeo je više obilazaka riječnih dolina u podnožjima koje vode prema Kangchenjungi, približivši se na 22 km od vrhunca.
- 1855. Herrmann von Schlagaintweit iz Njemačke zadužen je za magnetsku izmjeru Indije. Istraživao je okolicu i slikao panorame Everesta i Kanchenjunge dok ga Nepalski vojnici nisu udaljili iz područja.[6]
- 1882./83. Britanski pionir himalajskog planinarenja, W.W. Graham, tvrdio je da je obišao planinu ožujka 1882., i vratio se srpnja 1883. s dva švicarska vodiča radi navodnog pokušaja uspona na druge vrhove u tom području i lova na snježnog leoparda.[7][8][9]
- 1899. Britanski istraživač Douglas Freshfield i talijanski fotograf Vittorio Sella prvi su obišli planinu. Bili su prvi planinari koji su vidjeli veliku zapadnu stranu Kangchenjunge.[5]
- 1905. Ekspedicija 1905. bila je prvi pokušaj uspona na planinu. Predvođena Aleisterom Crowleyjem (koji je već pokušao uspon na K2 1902.) i Dr. Julesom Jacot-Guillarmodom, ekipa je dosegla procijenjenih 6500 metara na jugozapadnoj strani prije nego što su se vratili. Točna dosegnuta visina donekle je nejasna, Crowley je izjavio da su 31. kolovoza "Bili sigurno preko 21 000 i vjerojatno preko 22 000 stopa" (6400. – 6705. metara), kada je tim bio prisiljen vratiti se u kamp V radi rizika lavina. 1. rujna, očito su otišli dalje, neki od članova tima (Reymond, Pache i Salama) prešli su preko teškog terena[10] koji ih je dan prije prisilio na povratak u kamp V, i nastavili "izvan vidokruga i dosega zvuka"[11] prije povratka Crowleyju i ljudima s tovarom, koji sa svojim teretom opasno mjesto nisu mogli prijeći bez pomoći. Nije jasno koliko su se Reymond, Pache i Salama daleko popeli, ali u sažetku, Crowley je tvrdio "Dosegli smo približnu visinu od 25 000 stopa (7620 m).[12] Pokušavši samostalni[12] kasno popodnevni uspon iz kampa V u kamp IV, penjač Alexis Pache (ranije tog dana jedan od trojice koju se se možda popeli više nego bilo tko prije), i tri lokalna nosača, poginuli su u lavini.[13] Unatoč inzistiranju jednog od članova ekipe da je "Demon Kangchenjunge zadovoljen žrtvom", Crowley je odlučio da nije primjereno nastaviti.[12]
- 1929. Njemačka ekspedicija prevođena Paulom Bauerom dosegla je 7400 m na sjeveroistočnom grebenu prije odustajanja radi petodnevnog nevremena.
- 1930. Međunarodna ekspedicija u sastavu George Dyhrenfurth, Uli Wieland, Erwin Schneider i Frank Smythe (autor knjige "The Kangchenjunga Adventure" objavljene iste godine). Pokušaj nije uspio radi lošeg vremena i snijega.
- 1931. Druga njemačka ekspedicija, ponovo predvođena Paulom Bauerom, pokušala je uspon preko sjeveroistočnog grebena, ali morala je odustati radi lošeg vremena, bolesti i pogibija. Ekspedicija se povukla nakon što je dosegla tek malo veću visinu od uspona 1929.
- 1954. John Kempe (lider), J.W. Tucker, Ron Jackson, Trevor H. Braham, G.C. Lewis, i Dr. D.S. Mathews poduzeli su istraživanje jugozapadne strane Kangchenjunge.[14] To istraživanje dovelo je do rute korištene pri prvom uspješnom usponu 1955.

### Prvi uspon
1955., Britanci Joe Brown i George Band popeli su se na vrh 25. svibnja, te su idućeg dana to ponovili i Norman Hardie i Tony Streather. Tim je također uključivao i Johna Clegga (liječnik), Charlesa Evansa (lider), Johna Angela Jacksona, Neila Mathera i Toma Mackinnona.
Uspon je dokazao da je Crowleyjeva ruta iz 1905. (također istražena u ekspediciji 1954.) izvediva. Ruta započinje na ledenjaku Yalung jugozapadno od vrha, i penje se liticom Yalung, visokom 3000 m. Glavna karakteristika litice je "velika izbočina" ("Great Shelf"), široka nagnuta zaravan na oko 7500 m, prekrivena visećim ledenjakom. Put gotovo u potpunosti vodi preko snijega, ledenjaka, i jednog ledopada. Greben pri vrhu sadrži i manji dio puta po stijeni.
Ekspedicija prvog uspona postavila je šest logora iznad baznog kampa, dva ispod izbočine, dva na izbočini i dva iznad. Put ka vrhu započet je 18. travnja i do 28. svibnja svi su se vratili u bazni logor.

### Drugi istaknuti usponi
- 1973. Penjači japanske ekspedicije Yutaka Ageta i Takeo Matsuda popeli su se na Kangchenjunga West (Yalung Kang) preko jugozapadnog grebena.
- 1977. Drugi uspješni uspon na vrh, kojeg je postigla ekipa Indijske vojske predvođena pukovnikom Narinderom Kumarom, preko sjeveroistočnog grebena, teškom rutom koja je onemogućila njemačke ekspedicije 1929. i 1931.
- 1978. Poljske ekipe ostvarile su prve uspješne uspone vrhova Kangchenjunga South (Wojciech Wróż i Eugeniusz Chrobak, 19. svibnja) i Kangchenjunga Central (Wojciech Brański, Zygmunt Andrzej Heinrich, Kazimierz Olech, 22. svibnja).[15]
- 1979. Treći uspon, 15. svibnja, i prvi bez kisika. Doug Scott, Peter Boardman i Joe Tasker, novom rutom preko sjevernog grebena.[16]
- 1983. Pierre Beghin, prvi samostalni uspon.
- 1986. 11. siječnja, Poljaci Krzysztof Wielicki i Jerzy Kukuczka, prvi zimski uspon.
- 1991. Slovenci Marija Frantar i Jože Rozman pokušali su prvi uspon žene na Kangchenjungu, ali njihova su tijela kasnije pronađena ispod ledenog klifa na vrhu planine.
- 1991. Andrej Štremfelj i Marko Prezelj, uspon u alpskom stilu preko južnog grebena na južni vrh (8494 m).
- 1992. Meksikanac Carlos Carsolio, jedini uspon te godine. Samostalni uspon bez kisika.[17]
- 1992. Cijenjena Poljska alpinistica Wanda Rutkiewicz, prva žena koja se popela i sišla s K2, poginula je nakon što je odbila spustiti se s planine radi nadolazećeg nevremena.
- 1995. Benoît Chamoux, Pierre Royer i njihov Sherpa vodič nestali su 6. listopada blizu vrha.
- 1998. Ginette Harrison, prva žena na vrhu Kangchenjunge. Do tada, to je bila posljednja planina viša od 8000 m koju nije osvojila žena.
- 2005. Britanski penjač Alan Hinkes, jedini uspon na 50. godišnjicu prvog osvajanja vrhunca.
- 2006. Austrijska alpinistica Gerlinde Kaltenbrunner, druga žena na vrhu Kangchenjunge.
- 2009. Jon Gangdal i Mattias Karlsson, prvi Norvežanin i prvi Šveđanin na vrhu Kangchenjunge.
- 2009. Španjolska alpinistica Edurne Pasaban, osvajanjem Kangchenjunge postala je prva žena koja je osvojila 12 vrhunaca iznad 8000 m visine, i usponom na Annapurnu i Shishapangmu iduće godine, prva žena koja se popela na svih 14 8000-metraša.[18]
- 2009. Kinga Baranowska, prva Poljakinja na vrhu Kangchenjunge.

## Relevantna bibliografija
- Joseph Dalton Hooker Himalayan Journals, 1855.
- Laurence Waddell, Among The Himalayas, 1899. Putovanja u Sikkimu, Knjiga uključuje istraživanje južne strane Kangchenjunge.
- Aleister Crowley The Confessions of Aleister Crowley, ekspedicija na Kangchenjungu 1905. u poglavljima 51, 52 i 53.
- Douglas Freshfield Round Kangchenjunga - A Narrative of Mountain Travel and Exploration, objavio Edward Arnold 1903. (izdavač u H.M. India Office).
- Paul Bauer  Himalayan Campaign (Blackwell, 1937.), priča o dva Baureova pokušaja 1929. i 1931., ponovo objavljena kao Kangchenjunga Challenge (William Kimber, 1955.).
- Paul Bauer The German Attack on Kangchenjunga, The Himalayan Journal, 1930. Vol. II.
- H.W. Tobin Exploration and Climbing in The Sikkim Himalaya The Himalayan Journal, April 1930 Vol. II. Prva istraživanja i pokušaji uspona na Kangchenjungu.
- F.S. Smythe The Kangchenjunga Adventure, 1930. do 1931. Victor Gollancz, Ltd. Smythe je bio član tima odgovoran za pisanje i slanje depeša dnevniku The Statesman u Kalkuti, koji je tijekom ekspedicije 1930. slao depeše The Timesu.
- G.O. Dyhrenfurth The International Himlayan Expedition, 1930. The Himalayan Journal, April 1931, Vol. III. Opis njihovog pokušaja uspona.
- H.W. Tilman The ascent of Nanda Devi, June 7, 1937, Cambridge University Press. Donosi priču o njihovoj namjeri uspona na Kangchenjungu.
- Robert Lock Graham Irving, Ten Great Mountains (London, J. M. Dent & Sons, 1940.)
- John Angelo Jackson More than Mountains 1955. Knjiga s podacima o istraživanju Kangchenjunge 1954. Jackson je također bio član ekspedicije prvog uspona 1955., također pripovjeda o Daily Mail "Abominable Snowman" ("Strašni snježni čovjek"), ili Jeti, ekspediciji, kada je bio ostvareno prvo putovanje od Everesta do Kangchenjunge.
- Charles Evans Kangchenjunga The Untrodden Peak, Hodder & Stoughton, Lider ekspedicije 1955.
- Joe Brown, The Hard Years, donosi njegovu verziju prvog uspona 1955.
- Narinder Kumar, Kangchenjunga: First ascent from the north-east spur, 1978., Vision books. Uključuje drugi uspješan uspon na vrh Kangchenjunge i prvi preko sjeveroistočnog grebena na indijskoj strani planine.
- Peter Boardman, Doug Scott, Sacred Summits – A Climber's Year, 1982., uključuje uspon 1979. s Joeom Taskerom i Dougom Scottom.
- John Angelo Jackson Adventure Travels in the Himalaya Indus Publishing 2005., detaljniji opis prvog uspona 1955.
- Simon Pierse, Kangchenjunga: Imaging a Himalayan Mountain, University of Wales, School of Art Press, 2005. ISBN 978-1899095223.
- Pema Wangchuk, Mita Zulca, Khangchendzonga: Sacred Summit